# Adustomyces lusitanicus
Adustomyces lusitanicus är en svampart som först beskrevs av Torrend, och fick sitt nu gällande namn av Jülich 1979. Adustomyces lusitanicus ingår i släktet Adustomyces och familjen mattsvampar.   Inga underarter finns listade i Catalogue of Life.